# Péninsule du Sinis

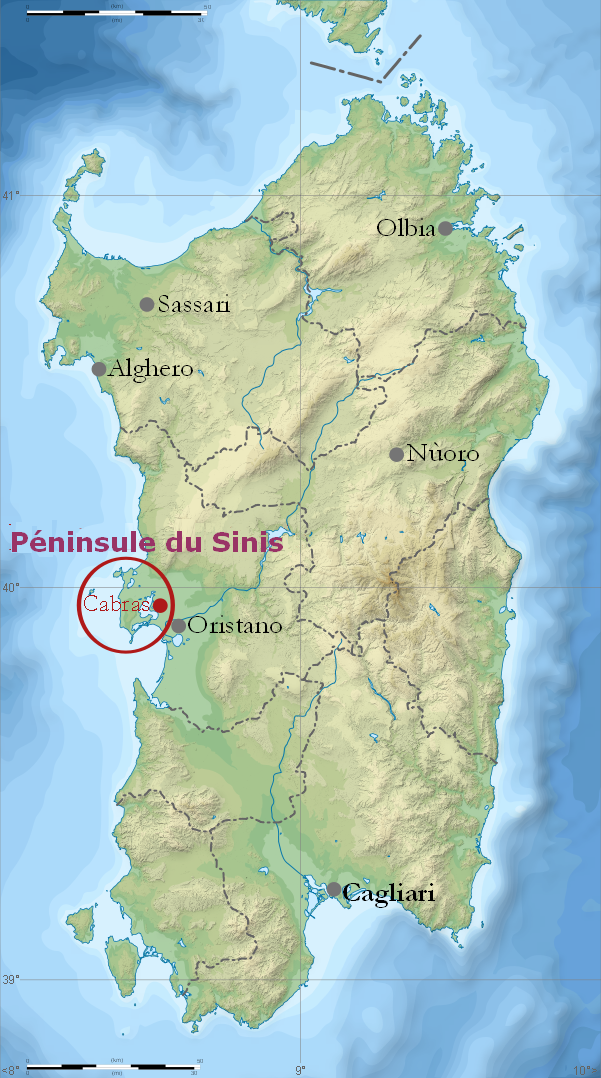

La péninsule du Sinis  (en sarde : Sinnis) est située sur la côte centre-ouest de la Sardaigne, entre la baie d'Is Arenas (it) et le golfe d'Oristano.

## Histoire
C'est dans la péninsule du Sinis qu'ont été découverts en 1974, par un agriculteur, les géants de Mont-Prama (en italien : Giganti di Mont'e Prama), des statues en grès d'origine préhistorique, remontant à la période de la culture nuragique, mesurant entre 2 et 2,5 mètres de haut qui auraient été taillées au plus tôt vers le Xe siècle av. J.-C.
Fragmentées par le temps, elles ont été exhumées dans la localité de Mont'e Prama, sur le territoire de la commune de Cabras. Quatre campagnes de fouilles archéologiques, effectuées entre 1975 et 1979 sous la direction des archéologues Giovanni Lilliu et Enrico Atzeni, ont permis de mettre au jour plus de 5 000 fragments qui ont été entreposés au musée archéologique national de Cagliari pendant 30 ans. Leur restauration a commencé en 2005.

## Film tourné dans la péninsule du Sinis
- 2012 : Una piccola impresa meridionale de et par Rocco Papaleo.